# Tapetenfabrik Gebr. Rasch
Die Tapetenfabrik Gebr. Rasch GmbH & Co. KG mit Sitz in Bramsche in Niedersachsen zählt zu den führenden Tapetenherstellern Deutschlands. Das produzierte Sortiment umfasst über 6.500 verschiedene Papier-, Präge-, Relief-, Vinyl-, Vlies- und Digitaldrucktapeten.
Seit der Gründung im Jahr 1897 befindet sich das Unternehmen in Familienbesitz. Heute wird es in der fünften Generation von Frederik Rasch und Dario Rasch-Schulze Isfort geführt. Rasch verfügt über acht internationale Repräsentanzen und exportiert in über 95 Länder. Im Jahr 2015 beschäftigte die Unternehmensgruppe 750 Mitarbeiter. Das Unternehmen produziert am Hauptsitz in Bramsche, in der Ukraine und in Polen.

## Geschichte

### Das Gründungsjahr 1861
Im Jahre 1861 kam es zur Gründung der J. H. Lücke & Rasch, Tapeten und Rouleauxfabrik durch Johann Heinrich Lücke und Hermann Wilhelm Gottfried Rasch. Der Tapetendruck erfolgt im Handdruck mit hölzernen Modeln und mit einer von Hand zu bedienenden 4-Farb-Rotationsdruckmaschine. Im Jahr 1897 schlossen sich Hugo Rasch, Emil Rasch und Guido Wiecking zur Hannoversche Tapetenfabrik Gebrüder Rasch & Co zusammen. Nach einem Großbrand 1905 wurde die Fabrik wieder vollständig in Bramsche aufgebaut, wo sie auch heute noch ihren Hauptsitz hat. Um das Jahr 1900 bot Rasch Tapeten mit Neorenaissance- oder Neobarockmustern, klassischen Marmordekoren, und floralen Mustern an – kennzeichnend für den Jugendstil. Mit Repräsentanzen in Paris, Amsterdam, Kopenhagen, London und Filialen in Melbourne und Sydney gehörte Rasch 1912 zu den international agierenden Tapetenfabriken Deutschlands. Nach dem Ersten Weltkrieg ging das Unternehmen Kooperationen mit der Kölner Künstlerwerkstätte JEKU ein, die von Paul Jessen und Alfred Kutzer geleitet wurde. Auch eine Edition von Sondertapetenkollektionen der Herzogin Sophie Charlotte von Oldenburg wurde in den Bramscher Produktionshallen gefertigt.

### 1930er-Jahre
Geschäftsführer Emil Rasch schloss 1929 eine Kooperation mit dem Bauhaus Dessau, das die Bauhaus-Tapeten in der Wandmalerwerkstadt, unter Leitung von Hinnerk Scheper, entwarf. Die erste Bauhauskollektion erschien mit 14 Dessins in jeweils fünf bis 15 Farbvarianten. Erstmals wurden die Muster durch Textilstrukturen, Raster, Gitterungen oder Wellen ersetzt. Nachdem das Bauhaus im September 1932 aufgelöst wurde, überschrieb Mies van der Rohe 1933 die Rechte am Markennamen „bauhaus“ für 6000 Reichsmark dem Unternehmen Rasch. Mitte der 1930er-Jahre ergänzte Rasch die Bauhausreihe um Kollektionen der Designerin Maria May, die durch ihre verspielte Anmutung einen Gegenpart zum klaren Bauhausstil bildete. 1939 erschien die Kollektion Wiener Künstlertapeten, die unter der Leitung und Mitarbeit von Josef Hoffmann, dem Mitbegründer der Wiener Secession, entstand. Ab 1939 entwarf auch die Designerin Tea Ernst Muster für Rasch.

### 1940er- und 1950er-Jahre
Rasch konnte bis 1942 in der Bramscher Fabrik Tapeten fertigen; nach dem Krieg nahm das Unternehmen unter der Leitung von Emil Rasch 1949 die Produktion wieder auf und brachte im Folgejahr die Rasch-KÜNSTLER-Tapeten heraus. Diesmal mit Entwürfen von Architekten und Künstlern wie Fritz August Breuhaus de Groot, Hans Schwippert, Josef Hoffmann, Maria May, Lucienne Day, Tea Ernst und Margret Hildebrand.

### 1960er-Jahre
Der Kreis der Künstler erweiterte sich. So entwarfen auch Salvador Dalí und Raymond Peynet, Bele Bachem und Cuno Fischer Kollektionen für den Tapetenhersteller. Daneben entwickelte Rasch in Bramsche seine erste Stoff-Tapetenkollektion, damit Tapetenmuster und Stoffe aufeinander abgestimmt werden können.

### 1970er- und 1980er-Jahre
Das Unternehmen entwickelte die erste Vinyl-Tapetenkollektion, die besonders für den Exportmarkt konzipiert wurde. 1982 erschienen bei Rasch Relief-Tapeten, deren haptische Strukturen eine neue Technik möglich macht.

### 1990er-Jahre
Rasch setzte bei seinen Kollektionen immer mehr auf die Vinyl-Heißprägetechnik, um Tapeten mit lichtreflektierenden Strukturen herstellen zu können. 1992 entwickelten internationale Designer für Rasch die Tapetenkollektion Zeitwände, die vom Deutschen Designerclub und vom Art Directors Club Deutschland ausgezeichnet wurde. Mit dabei sind die Architektengruppe Norbert Berghof, Michael A. Landes und Wolfgang Rang, Ginbande-Design, Wolfgang Laubesheimer, Alessandro Mendini, Nathalie du Pasquier, Bořek Šípek, Ettore Sottsass, Matteo Thun und George J. Sowden. Die Tapetendessins wurden zum Beispiel in der Neuen Sammlung München, im San Francisco Museum of Modern Art sowie im Cooper Hewitt Museum New York ausgestellt.

### Jahr 2000
Das neue Jahrtausend begann Rasch mit der Gründung eines Joint Ventures mit der Firma SINTRA Ltd. in der Ukraine. 2003 präsentierte Rasch die erste Digitaldruck-Tapete, die mit dem Europäischen Designpreis für Tapete ausgezeichnet wurde. 2006 erschloss das Unternehmen den Produktionsstandort Rasch Polska Sp. z o. o, der im polnischen Goleniów seinen Sitz hat.

### Ab dem Jahr 2010
Bis zu 400 Dessins kauft Rasch pro Jahr ein. Dazu gehören auch Entwürfe von Benetton- und Paul-Smith-Designer Markus Benesch und Barbara Becker sowie Kollektionen von Buchillustratoren, Graphikern, Kunstprofessoren oder Unternehmen.

## Unternehmensbeteiligungen
- Rasch Textil GmbH & Co. KG, Produktion und Import von Dekorationsstoffen, Textiltapeten und Borten unter den Linien Rasch Textil, Elbersdrucke und Inter Walls.
- Fromm & Rasch Druckerei.
- Die Rasch Tapetenfabrik ist mehrheitlich beteiligt an der Firma Sintra Ltd.

## Druckverfahren bei Rasch
Rasch wendet das Tiefdruckverfahren, Siebdruck, Digitaldruck, Duplex-Präge und Kombinierte Heißpräge an.

## Gütesiegel
Alle Rasch Tapeten tragen das RAL-Gütezeichen (RAL Deutsches Institut für Gütesicherung und Kennzeichnung), das CE-Zeichen und das FSC-Zeichen Forest Stewardship Council.